# Dušan Dušek
Dušan Dušek (* 4. ledna 1946, Gbelce, Slovensko) je slovenský básník, prozaik, filmový scenárista, pedagog, autor rozhlasových her a literatury pro děti a mládež.

## Životopis
Narodil se v rodině lesního dělníka a své vzdělání získával v Piešťanech a Bratislavě, kde vystudoval geologii a chemii na Přírodovědecké fakultě Univerzity Komenského. Pracoval jako redaktor v časopisech Smena, Tip, Kamarát a Slovenské pohľady. Od roku 1979 se profesionálně věnuje literární tvorbě a v současnosti vyučuje v Ateliéru scenáristické tvorby na Filmové a televizní fakultě VŠMU v Bratislavě.

## Tvorba
Svoje první literární díla publikoval od roku 1964 v časopisech (Mladá tvorba, Slovenské pohľady, Romboid, Kamarát, Slniečko a jiných). Knižní debut mu vyšel v roce 1972. Věnuje se psaní literatury pro dospělé, ale i pro děti a mládež. V dílech se vrací k tématům dětství, domova, vesnice, příbuzenských či mezilidských vztahů, často využívá motiv smrti, kterou považuje za součást života, ale také erotiky a dospívání. Krom samotného děje se věnuje množství detailů, které se neustále opakují a vzájemně prolínají, proniká pod povrch vztahů, situací a problémů, které neřeší, jen evokuje. Svůj postoj naznačuje využitím nečekaného úhlu pohledu, který se často mění a přechází až do světa neskutečna a fantazie.

## Ocenění
- Krištáľové krídlo 2002
- Cena Jána Johanidesa 2012

## Dílo
- Seznam děl v Souborném katalogu ČR, jejichž autorem nebo tématem je Dušan Dušek

### Tvorba pro dospělé
- 1972 – Strecha domu, sbírka povídek (česky:Střecha domu či Domovní střecha)
- 1982 – Poloha pri srdci, sbírka povídek (česky:Místo u srdce)
- 1983 – Kalendár, sbírka povídek (česky:Kalendář)
- 1985 – Náprstok, sbírka povídek (česky:Náprstek)
- 1987 – Prášky na spanie (česky:Prášky na spaní)
- 1990 – Dúšky, sbírka básní
- 1992 – Milosrdný čas, sbírka povídek
- 1993 – Kufor na sny, sbírka povídek (česky:Kufr na sny)
- 1994 – Príbeh bez príbehu, sbírka básní (česky:Příběh bez příběhu)
- 1996 – Teplomer, sbírka povídek (česky:Teploměr)
- 2000 – Pešo do neba, sbírka povídek (česky:Pěšky do nebe, Větrné mlýny 2013)
- 2001 – Mapky neznámeho pobrežia (česky:Mapky neznámého pobřeží)
- 2003 – Vták na jednej nohe, sbírka povídek (česky:Pták na jedné noze)
- 2006 – Zima na ruky, sbírka povídek (česky:Zima na ruce)
- 2010 – Holá veta o láske (česky Věta holá o lásce, Větrné mlýny 2016)
- 2012 – Slamienka
- 2013 – Počúvať je zadarmo, výběr starších textů, rozhovorů a vzpomínek
- 2013 – Melón sa vždy smeje
- 2015 – Ponožky před odletom

### Tvorba pro děti
- 1975 – Oči a zrak, sbírka povídek
- 1976 – Najstarší zo všetkých vrabcov
- 1980 – Pištáčik sbírka básní pro děti
- 1980 – Pravdivý príbeh o Pačovi
- 1984 – Deň po dlhom daždi býva voňavý
- 1985 – Pištáčik sa žení
- 1987 – Babka na rebríku
- 1987 – Dvere do kľúčovej dierky
- 1989 – Srdcovky
- 1991 – Rodina z jedného kolena
- 1993 – Daidalos a Ikaros
- 2014 – Gombíky zo starej uniformy, sbírka povídek

### Drama
- 1976 – Ružové sny – scénář pro film režiséra Dušana Hanáka
- 1980 – Ja milujem, ty miluješ – scénář pro film režiséra Dušana Hanáka
- 1983 – Sojky v hlave, scénář
- 1984 – Vrabce z Tŕnia, scénář televizního seriálu
- 1988 – Vlakári, scénář
- 1992 – Muchy v zime, rozhlasová hra
- 1993 – Výkupné za náčelníka, scénář krátkometrážního filmu, režie Juraj Nvota
- 1998 – Veselý strach, seriál večerníčků, režie Juraj Lihosit
- 2000 – Krajinka, scénář pro film režiséra Martina Šulíka